# الیسون دی. اسمیت
الیسون دی. اسمیت (به انگلیسی: Ellison DuRant "Cotton Ed" Smith) سناتور سابق عضو حزب دموکرات ایالات متحده آمریکا بود. وی در سال ۱۹۰۹ تا ۱۹۴۴ میلادی سناتور ایالت کارولینای جنوبی در سنای ایالات متحده آمریکا بود.